# Calgary Rad’z
Die Calgary Rad’z waren ein kanadisches Inlinehockeyfranchise aus Calgary in der Provinz Alberta. Es existierte von 1993 bis 1994 und nahm an zwei Spielzeiten der professionellen Inlinehockeyliga Roller Hockey International teil. Die Heimspiele des Teams wurden zunächst im Scotiabank Saddledome, später Max Bell Centre, ausgetragen.

## Geschichte
Die Calgary Rad’z waren 1993 eines von zwölf Teams, die in der Saison 1993 am Spielbetrieb der neu gegründeten professionellen Roller Hockey International teilnahmen. In seiner Premierensaison gelangte das Team mit Spielertrainer Morris Lukowich in den Play-offs um den Murphy Cup bis in das Halbfinale und unterlag dort den Oakland Skates. In seiner zweiten Saison erreichte das Team das Conference-Halbfinale und verlor gegen die Portland Rage. Nach der Saison 1994 wurde das Team aufgelöst.
1993 hatten die Rad’z einen Zuschauerschnitt von 4669, dieser sank im Folgejahr deutlich auf 1505 Zuschauer.
Die Teamfarben waren Schwarz, Rot, Gelb und Blau.

## Saisonstatistik
Abkürzungen: Sp = Spiele, S = Siege, N = Niederlagen, U = Unentschieden, Pkt = Punkte, T = Erzielte Tore, GT = Gegentore
| Saison | Sp | S  | N | U | Pkt | T   | GT  | Platz         | Playoffs                                                                                            |
| 1993   | 14 | 8  | 6 | 0 | 14  | 125 | 104 | 2., King      | Sieg im Playoff-Viertelfinale, 8:7 (Vancouver) Niederlage im Playoff-Halbfinale, 5:8 (Oakland)      |
| 1994   | 22 | 12 | 8 | 2 | 26  | 183 | 160 | 2., Northwest | Sieg im Conference-Viertelfinale, 2:0 (Phoenix) Niederlage im Conference-Halbfinale, 1:2 (Portland) |

## Bekannte Spieler
- Chad Biafore
- Doug Dadswell
- Morris Lukowich
- Bob Wilkie